# Franciszek Żak (pułkownik)
Franciszek Jan Żak, ps. „Siwosz”, „Raźny”, „Franek” „Doktor”, „Ignacy” vel Włodzimierz Hanusza (ur. 6 września 1897 w Krakowie, zm. 29 grudnia 1952 w Namysłowie) – pułkownik piechoty Wojska Polskiego, działacz niepodległościowy, kawaler Orderu Virtuti Militari.

## Życiorys
Urodził się 6 września 1897 w Krakowie, w rodzinie Jana i Marii z domu Batko. Uczęszczał do Szkoły Powszechnej im. św. Barbary w Krakowie. Naukę kontynuował w Wyższej Szkole Przemysłowej w Krakowie, wstąpił do Związku Strzeleckiego, w którym odbył przeszkolenie wojskowe i uczestniczył w kursie podoficerskim. W tym też czasie przyjął pseudonim "Raźny" i był przydzielony do plutonu, którego dowódcą był Alojzy Konas ps. „Wir". W 1914 uczestniczył w walkach na froncie rosyjskim, jako żołnierz I Brygady Legionów Polskich, w grupie dowodzonej przez Józefa Piłsudskiego. W kwietniu 1916 nadano mu stopień sierżanta. W lipcu 1916 został ranny podczas walk na Wołyniu. We wrześniu 1917 został powołany do armii austriackiej i wysłany na front włoski, gdzie z 77 pułkiem piechoty walczył jako dowódca plutonu, a następnie zastępca dowódcy kompanii. We wrześniu 1918 został skierowany do szkoły lotniczej w Wiener Neustadt, skąd dezerteruje na wieść o demonstracjach niepodległościowych w Galicji. W Krakowie wstępuje do Polskiej Organizacji Wojskowej i bierze udział w rozbrajaniu żołnierzy austriackich.
W 1918 zostaje przyjęty do Wojska Polskiego do Kompanii Sztabowej Dowództwa Okręgu Generalnego „Kielce”, awansuje do stopnia podchorążego i obejmuje dowodzenie I kompanią Baonu Wartowniczego w Kielcach. Po kolejnym awansie do stopnia podporucznika – 20 maja 1919, otrzymał przydział do 5 pułku piechoty Legionów, w którym walczył w wojnie polsko-bolszewickiej. W czasie walk odznaczył się wyjątkowymi umiejętnościami dowódczymi i odwagą, za co został odznaczony Krzyżem Srebrnym Orderu Virtuti Militari. 21 października 1921 uzyskał awans do stopnia porucznika piechoty i został przydzielony do Dowództwa Okręgu Korpusu Nr X w Przemyślu na stanowisko referenta ewidencyjnego. W 1923 skierowano go do Oficerskiej Szkoły Piechoty w Warszawie. W 1924 otrzymał awans do stopnia kapitana i przydział do 38 pułku piechoty w Przemyślu. 17 grudnia 1931 prezydent RP nadał mu z dniem 1 stycznia 1932 stopień majora w korpusie oficerów piechoty i 34. lokatą. W marcu 1932 został wyznaczony w 38 pp na stanowisko obwodowego komendanta Przysposobienia Wojskowego. W 1935 został przeniesiony do 74 pułku piechoty w Lublińcu na stanowisko dowódcy batalionu. W latach 1932–1935 był komendantem obwodowego Przysposobienia Wojskowego i WF przy 38 pp.. Działał również w Związku Strzeleckim, Związku Legionistów, Lidze Obrony Powietrznej Kraju, Lidze Morskiej i Kolonialnej oraz Kole Przyjaciół Harcerstwa. W 1936 brał udział w pracach nad projektem planu działań opóźniających, a także ufortyfikowania rejonu Lublińca. Od maja 1939 równocześnie pełnił funkcję dowódcy batalionu ON „Lubliniec”.

### II Wojna Światowa
We wrześniu 1939 batalion ON „Lubliniec” został zaatakowany przez niemieckie czołgi 2 Dywizji Lekkiej. Batalion brał udział w walkach pod Woźnikami i Żarkami. W czasie walk pod Koniecpolem Franciszek Żak został ranny, jednak unika niewoli i wraca do Krakowa. Od października 1939 działa w strukturach krakowskiej Służby Zwycięstwu Polski. W grudniu 1939 zostaje skierowany przez Dowództwo Okręgu w Krakowie do Inspektoratu Armii Krajowej w Nowym Sączu, gdzie obejmuje funkcję komendanta.
Na terenie Słowacji został pojmany przez słowacką policję emisariusz Jan Karski, który trafił po przesłuchaniach przez Gestapo do szpitala w Nowym Sączu, gdzie był pilnie strzeżony. Franciszek Żak zatwierdził plan akcji i wydał polecenie swoim podwładnym wykradzenia emisariusza ze szpitala. 28 lipca 1940 przeprowadzono akcję, Karski został uwolniony. Żak zmienia z czasem swoje pseudonimy konspiracyjne na: „Siwosz”, „Raźny”, „Franek” dla utrudnienia identyfikacji na wypadek dekonspiracji. W marcu 1941 podczas aresztowań konspiratorów przez Gestapo na terenie Nowego Sącza, ukrywa się na terenie Obwodu AK Limanowa. Decyzją dowództwa okręgu zostaje skierowany w maju 1941 do Inspektoratu ZWZ/AK Zamość, gdzie obejmuje funkcję inspektora z fałszywymi dokumentami na nazwisko „Włodzimierz Hanusza” pod pseudonimami: „Inżynier”, „Siwy” i „Zuzia”.
11 listopada 1942 uzyskał awans na stopień podpułkownika, W grudniu 1942 został powołany na szefa sztabu Komendy Okręgu AK Lublin, gdzie przyjął nowe pseudonimy: „Ignacy”, „Róg” oraz „Wir”. W sierpniu 1944 obejmuje funkcję komendanta Okręgu AK Lublin. Po zajęciu przez oddziały Armii Czerwonej terenu Lubelszczyzny, płk. Franciszek Żak zawiadamia gen. Stanisława Kopańskiego szefa Sztabu Naczelnego Wodza w Londynie. W depeszy pisze:  Propaganda PKWN nazywa nas bandytami, mordercami, faszystami, pachołkami Hitlera itp. Terror NKWD taki sam jak gestapo […]. Gen. Ludwik Bittner ps. „Halka”, dowódca 9 Podlaskiej Dywizja Piechoty Armii Krajowej 4 sierpnia zameldował do sztabu w Londynie możliwość udziału swojej dywizji w Walce o Warszawę po otrzymaniu rozkazu. 14 sierpnia komendant okręgu "Wir" powiadomił Londyn: 9 Dywizja Piechoty rozbrojona, generał „Halka” internowany, oddziały: 3, 9, i 27 dywizji piechoty rozbrojone.
Na terenie Okręgu Lubelskiego sowiecka NKWD przeprowadza aresztowania żołnierzy AK pod zarzutami współpracy z Niemcami, a komunistyczny Polski Komitet Wyzwolenia Narodowego to toleruje. 25 lipca 1944 w okolicach Skrobowa w powiecie lubartowskim rozbrojono 27 Wołyńską Dywizję Piechoty AK, która walczyła z Niemcami we współpracy z radziecką partyzantką na Polesiu Wołyńskim. Podczas „Akcji Burza” po wkroczenia Armii Czerwonej do Lublina, „Wir” zgodnie z planem nie ujawnił się, pozostał w konspiracji z „zastępczą komendą okręgu”. Oficjalny komendant okręgu gen. Kazimierz Tumidajski ps. „Marcin” prowadził rozmowy z gen. Zygmuntem Berlingiem, nie zgodził się na wcielenie żołnierzy AK do 1 Armii Wojska Polskiego. Podczas narady w siedzibie komendy Okręgu Lubelskiego AK w Lublinie, NKWD aresztowało wszystkich uczestników oraz komendanta Kazimierza Tumidajskiego. Po aresztowaniu sztabu i komendanta Tumidajskiego, Franciszek Żak przejął dowodzenie Okręgiem Lublin AK.
Od października 1944 na terenie okręgu lubelskiego, NKWD i sowiecki kontrwywiad wojskowy „Smiersz” nasila działania operacyjne przeciwko Armii Krajowej. Franciszek Żak wyjeżdża z Lublina do Warszawy, gdzie ukrywa się pod przybranym nazwiskiem, nadal utrzymuje kontakt z Okręgiem Lublin. Wydaje rozkaz przeprowadzenia rozpoznania i zaplanowania zamachu na prezydenta Bolesława Bieruta i przewodniczącego PKWN Edwarda Osóbkę-Morawskiego, zamach nie został zrealizowany.
W styczniu 1945 Franciszek Żak nadal dowodzi okręgiem do czasu jego rozwiązania 19 stycznia 1945. Kilka dni później otrzymuje awans na pułkownika i dowodzi okręgiem, który podlegał pod organizację konspiracyjną Ruch Oporu Armii Krajowej. 21 marca 1945 podczas odprawy sztabu okręgu w lokalu konspiracyjnym w Warszawie nastąpiło aresztowanie uczestników odprawy przez funkcjonariuszy Urzędu Bezpieczeństwa Publicznego wskutek donosu tajnych agentów będących w strukturach Armii Krajowej. Żak został przewieziony do Lublina, gdzie w więzieniu na Zamku Lubelskim był torturowany podczas przesłuchań.
Płk Jan Mazurkiewicz dowódca Obszaru Centralnego Delegatury Sił Zbrojnych na Kraj uznał, że dalsza walka staję się bezcelowa, wystosował apel do żołnierzy będących nadal w konspiracji, aby skorzystali z ogłoszonej amnestii i ujawniali się. Wobec tej sytuacji, pod naciskiem Urzędu Bezpieczeństwa (UB), Franciszek Żak przyjął propozycję objęcia funkcji zastępcy przewodniczącego Komisji Likwidacyjnej ds. AK na Okręg Lubelski.

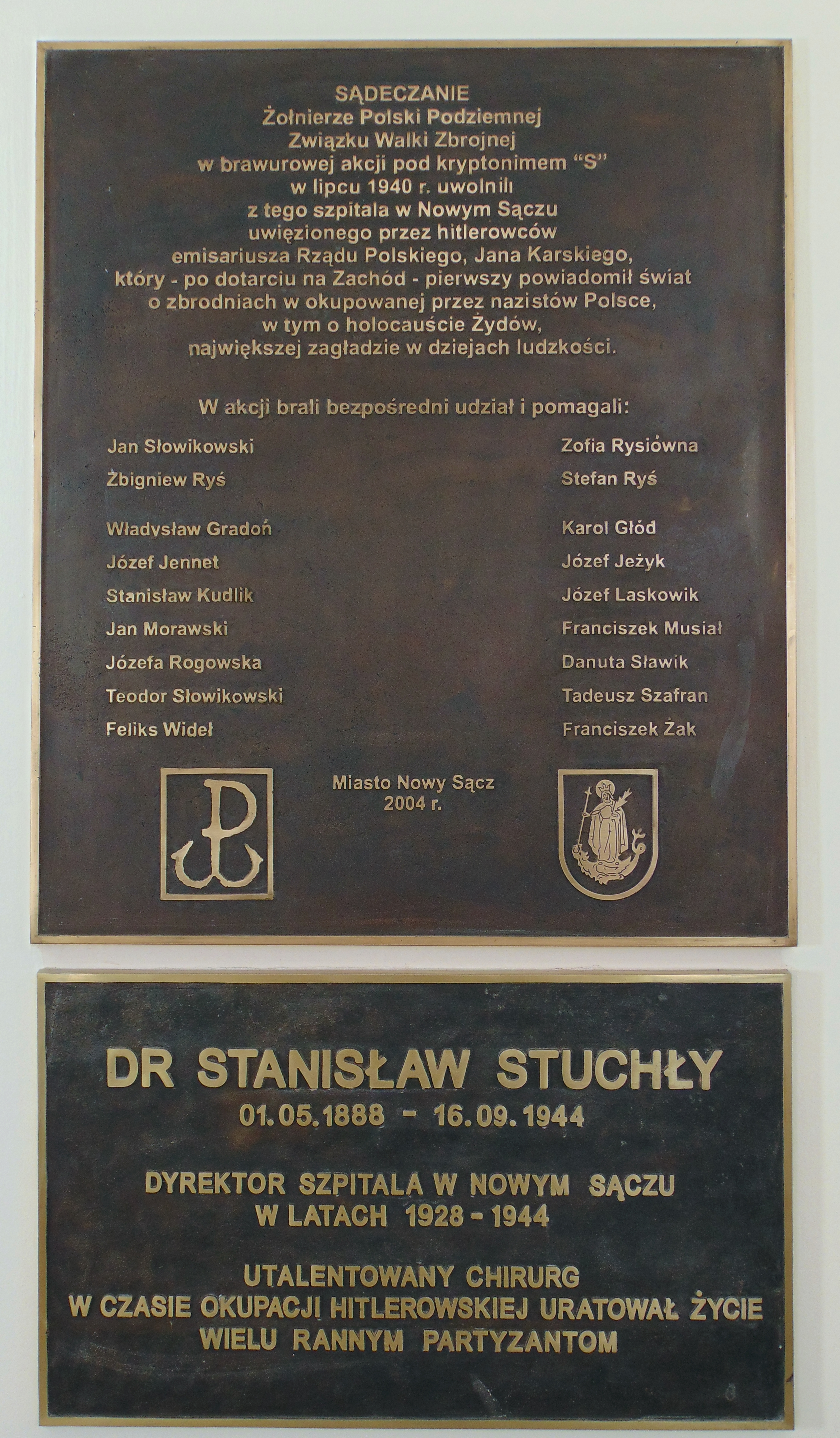
Tablica upamiętniająca akcję uwolnienia Jana Karskiego

### Okres powojenny
Po zakończeniu prac komisji likwidacyjnej na początku 1946 Żak wyjechał do Warszawy. Pracował w Ministerstwie Finansów, organizował i otwierał oddziały Komunalnej Kasy Oszczędności w Polanicy Zdroju oraz w Namysłowie, gdzie ostatecznie zamieszkał ze swoją rodziną. Po przekształceniu KKO w Bank Rolny został mianowany dyrektorem tego banku, z czasem został zwolniony z pracy w banku z powodu swojej działalności w AK, miał trudności z uzyskaniem następnej pracy, nadal był pod obserwacją UB. Pomimo trudności uzyskał pracę na stanowisku głównego księgowego namysłowskiego tartaku. Zmarł 29 grudnia 1952 na chorobę nowotworową górnych dróg oddechowych, został pochowany na namysłowskim cmentarzu komunalnym przy ul. Opolskiej (obecnie Jana Pawła II).

### Życie prywatne
W 1920 Franciszek Żak wziął ślub z Magdaleną z d. Przebinda, był ojcem córki Krystyny Marii (po mężu Zenkowska, ur. 15 lutego 1921) oraz syna Jerzego Pawła (1924–1943). Jerzy Żak już jako uczeń działał w Związku Harcerstwa Polskiego, w czasie okupacji niemieckiej przystąpił do konspiracji, jako łącznik ZWZ został aresztowany, a w styczniu 1942 zesłany do obozu zagłady KL Auschwitz, gdzie zginął 2 września 1943.

## Ordery i odznaczenia
- Krzyż Srebrny Orderu Wojskowego Virtuti Militari nr 5935[2][13] – 17 maja 1922[14]
- Krzyż Niepodległości - 9 stycznia 1932 „za pracę w dziele odzyskania niepodległości”[15][16][17]
- Krzyż Walecznych trzykrotnie „za czyny męstwa i odwagi wykazane w bojach toczonych w latach 1918-1921”[18]
- Krzyż Walecznych dwukrotnie „za czyny męstwa i odwagi wykazane w wojnie rozpoczętej 1 września 1939 roku”
- Srebrny Krzyż Zasługi z Mieczami
- Srebrny Krzyż Zasługi – 10 listopada 1928 „w uznaniu zasług, położonych na polu pracy w poszczególnych działach wojskowości”[19][20]
- Medal Pamiątkowy za Wojnę 1918–1921[18]
- Medal Dziesięciolecia Odzyskanej Niepodległości[18]
- Medal za Ratowanie Ginących[18]
- Państwowa Odznaka Sportowa